# Sao (astronomia)
Sao, o Nettuno XI,  è un satellite minore di Nettuno, scoperto il 14 agosto 2002 da un gruppo di ricerca guidato da Matthew Holman e composto da John Kavelaars, Tommy Grav, Wesley Fraser e Dan Milisavljevic. Nella stessa occasione furono scoperti anche altri due satelliti, Alimede e Laomedea.

## Assegnazione del nome

I satelliti irregolari di Nettuno.

Al momento della scoperta fu chiamato con la designazione provvisoria di S/2002 N 2.
Il suo nome, promulgato dall'Unione Astronomica Internazionale il 29 gennaio 2007, richiama quello di Sao (dal greco Σαώ), una Nereide secondo la mitologia greca, da cui sono tratti anche i nomi di altri satelliti esterni di Nettuno.

## Parametri orbitali
Orbita intorno a Nettuno ad una distanza di circa 22,4 milioni di chilometri, con un'orbita caratterizzata da una notevole inclinazione, ma una modesta eccentricità in confronto agli altri satelliti irregolari di Nettuno. Nel diagramma che riporta le orbite dei satelliti irregolari del pianeta, i satelliti al di sopra dell'asse orizzontale hanno moto progrado, mentre quelli al do sotto hanno moto retrogrado. I segmenti gialli si estendono dal pericentro all'apocentro mettendo così in evidenza l'eccentricità.
Il satellite è in risonanza di Kozai, vale a dire che l'eccentricità e l'inclinazione sono accoppiate tra loro in modo che l'inclinazione dell'orbita aumenta al diminuire dell'eccentricità e viceversa.